# فرانسیس اچ. کیس
فرانسیس اچ. کیس (به انگلیسی: Francis H. Case) سناتور سابق عضو حزب جمهوری‌خواه ایالات متحده آمریکا بود. وی در سال ۱۹۵۱ تا ۱۹۶۲ میلادی سناتور ایالت داکوتای جنوبی در سنای ایالات متحده آمریکا بود.